# Ertragsgesetz

Ertragsgesetzlicher Kurvenverlauf: Änderung der Ausbringungsmenge Y durch Variation des Faktors r1.

Das Ertragsgesetz (auch Gesetz des sinkenden Grenzertrags oder Gesetz vom abnehmenden Ertragszuwachs) ist ein ökonomisches Modell, das die Relation von Aufwand/Einsatz (englisch Input) und Ertrag (englisch Output) beschreibt, wenn ein Produktionsfaktor verändert wird und alle anderen gleich bleiben (partielle Faktorvariation).

## Allgemeines
Außerhalb der Rechtswissenschaft (hier gibt es formale Gesetze) spricht man in den übrigen Wissenschaften von einem Gesetz, wenn aus einer Theorie orts-, zeit- und kulturunabhängige allgemeingültige Aussagen abgeleitet werden, die weltweit dauerhaft gelten. Gesetze sind in der Naturwissenschaft ausnahmslos geltende Regeln für den Ablauf des Geschehens. Das Ertragsgesetz beruht auf Naturgesetzen, die globale Geltung besitzen, ist jedoch nach Paul Samuelson und William Nordhaus von diesen zu unterscheiden: „Das Ertragsgesetz ist eher eine weithin beobachtete empirische Gesetzmäßigkeit als eine universelle Wahrheit, wie wir sie etwa dem Gesetz der Schwerkraft zubilligen.“
Es wurde ursprünglich von Anne Robert Jacques Turgot für die Landwirtschaft als Bodenertragsgesetz definiert. Erhöht man danach auf der konstant bleibenden Ackerfläche stetig den Arbeitseinsatz, so nimmt der Bodenertrag zunächst schnell zu, dann nur noch langsam, dann bleibt er gleich, und schließlich nimmt er sogar wieder ab. Dieses Gesetz gilt nicht nur in der Agrarproduktion, sondern auch in der Industrieproduktion und in anderen Bereichen, allerdings nur sehr begrenzt.

### Beispiel
Wird für das Produkt X oder die Partei Y bisher kaum oder wenig geworben und nun der Werbeaufwand stark erhöht, dann wachsen die Umsatzerlöse bzw. die Stimmanteile zunächst progressiv an. Ab einem bestimmten Punkt wachsen sie nur noch degressiv, bis sie schließlich asymptotisch gegen Null tendieren. Dieser Trend lässt sich bei gleichbleibender Qualität auch durch noch so großen Aufwand nicht mehr umkehren.

## Begriffliche Abgrenzung
Das Ertragsgesetz im eigentlichen Sinn, auch klassisches Ertragsgesetz genannt, beschreibt eine Technologie, bei der durch Vermehrung eines Faktors (c. p.) die Produktmenge zunächst überproportional, von einem gewissen Punkt an unterproportional zunimmt und schließlich absolut abnimmt. Diese Gesetzmäßigkeit wird in vier Phasen eingeteilt (siehe Abschnitt Ertragsgesetz#Ertragsgesetzliche Produktionsfunktion) und trägt damit den breiteren Bedeutungsinhalt.
Im engeren Sinn verstanden schon die Klassiker, dass die erste Phase für die Produktion meist irrelevant ist. So spricht man oft von der Unterscheidung in klassisches und neoklassisches Ertragsgesetz. Mit dem neoklassischen Ertragsgesetz sind nun die Phasen 2 und 3 gemeint (auch neoklassischer Bereich oder sogar neoklassische Produktionsfunktion). Diese sind für die mikroökonomische Unternehmenstheorie von besonderem Interesse, weil nur hier für ein Konkurrenzunternehmen (Polypol) Gewinnmaximierung möglich ist. Das Ertragsgesetz der neoklassischen Produktionstheorie unterstellt also von Anfang an positive und abnehmende Grenzerträge (neoklassische Produktionsfunktion). In diesem Bereich steigt mit jeder zusätzlich eingesetzten Produktionsfaktor-Mengeneinheit der Gesamtertrag, der Grenzertrag ist noch immer positiv, liegt aber wertmäßig bereits unter dem Durchschnittsertrag.
Oft wird die Kurzform Ertragsgesetz im Deutschen irreführend verwendet, da hier eigentlich nicht das Ertragsgesetz als Ganzes, sondern nur der spezielle interessierende Ausschnitt – die neoklassische Produktionsfunktion – gemeint ist. Auch können andere Kurvenverläufe einen „ertragsgesetzlichen“ Zusammenhang zwischen Fakteinsatzmengen und Erträgen zeigen. Es gibt auch ertragsgesetzliche Kostenfunktionen.
Eindeutiger ist die Bezeichnung Gesetz vom abnehmenden Grenzertrag oder Gesetz vom abnehmenden Ertragszuwachs (bei Einsatz eines variablen Faktors, d. h. ceteris paribus).
Es handelt sich also eher um qualitative Unterschiede in der Beschreibung ein und desselben Sachverhaltes. Das Ertragsgesetz ist weder eine Regel im Sinne einer juristischen Norm noch bezeichnet es eine Regel im Sinne einer unbedingten wissenschaftlichen Methode.

## Geschichte
Das klassische Ertragsgesetz gilt als älteste Produktionsfunktion. Als seine „Entdecker“ gelten unabhängig voneinander Turgot, Thünen, Steuart und Malthus, die aus verschiedenen Ansätzen heraus zu vergleichbaren Beschreibungen kamen.
Anne Robert Jacques TurgotTurgot war französischer Staatsmann und Ökonom der Aufklärung. Durch Beobachtung der Agrarproduktion gelangte er 1767/68 zu der Erkenntnis, dass, wenn man sonst alle Faktoren konstant hält (z. B. Größe der Ackerfläche, Menge des Saatguts und Düngers), mit zunehmendem Einsatz von Arbeit zunächst mit steigenden, aber ab einem gewissen Punkt mit abnehmendem Ertragszuwachs zu rechnen ist. Turgot beschrieb 1767 ausführlich: „Findet beim Ackerboden eine Bearbeitung statt, wird der Ertrag größer; durch eine zweite und dritte Bearbeitung wird der Ertrag nicht nur verdoppelt und verdreifacht, sondern vervierfacht und verzehnfacht. Der Ertrag steigt in einem viel stärkeren Verhältnis als der Aufwand bis zu einem gewissen Punkt, in dem der Ertrag im Verhältnis zum Aufwand maximal ist. Wenn dieser Punkt überschritten wird, steigt zwar der Ertrag auch noch ... und wird immer geringer, bis infolge der erschöpften Fruchtbarkeit des Bodens auch künstliche Maßnahmen nichts mehr hinzufügen können…“.
Johann Heinrich von ThünenThünen sammelte auf seinem Gut in Mecklenburg statistisches Material, um daraus Schlussfolgerungen über die vernünftige Leitung eines landwirtschaftlichen Gutes zu ziehen. Damit konnte er 1842 die von Turgot beobachtete Gesetzmäßigkeit statistisch nachweisen und formalisieren. „Es liegt 'in der Natur des Landbaues' – und dies ist ein sehr beachtungswerter Umstand – dass das Mehrerzeugnis nicht in geradem Verhältnis mit der Zahl der mehr angestellten Arbeiter steigt, sondern jeder später angestelle Arbeiter liefert ein geringeres Erzeugnis als der vorhergehende …“.
Man kann festhalten, dass schon Thünen (1850) nicht das klassische Ertragsgesetz im weiten Sinne meinte. Wahrscheinlich schloss er anfängliche Effizienzsteigerung aus, da man ein Gut mit nur einigen wenigen Arbeitern nicht sinnvoll führen kann.

## Ertragsgesetzliche Produktionsfunktion

Phasen des Ertragsgesetzes

Plausibilität besitzt das klassische Ertragsgesetz über seinen gesamten Verlauf (eigentlich nur) für landwirtschaftliche Produktionsprozesse bei partieller Faktorvariation. Gleichwohl wird es ebenso als Ertragskurve bei totaler Faktorvariation und für andere Produktionsprozesse herangezogen. Der Grund dafür ist sein hohes didaktisches Potential. Das Diagramm zeigt sowohl Bereiche zu- als auch abnehmender Grenzerträge. Die Stelle des Wechsels von zunehmenden zu abnehmenden Grenzerträgen (Wendestelle) wird als (erste) „Schwelle“ bezeichnet, da ab dort die Ertragszuwächse fallen. Die Wendestelle ist gleich der Minimalstelle der Grenzkosten, die als weitere (zweite) Schwelle bezeichnet wird. Beim klassischen Ertragsgesetz besitzen die durchschnittlichen Erträge dort ein Maximum, wo die Produktionselastizität eins ist, d. h. die Grenzerträge gleich den Durchschnittserträgen sind.
Der Funktionsgraph erinnert an die Gestalt eines nach rechts geneigten S. In der Betriebswirtschaftslehre ist der Verlauf auch als ertragsgesetzliche Produktionsfunktion oder Produktionsfunktion vom Typ A bekannt. Der Mehreinsatz eines Produktionsmittels bei Konstanz der übrigen Produktionsfaktoren bringt zuerst zunehmende Ertragszuwächse (Grenzerträge oder Grenzprodukte), dann von einer bestimmten Einsatzmenge an abnehmende und schließlich sogar negative Grenzerträge.

### Phase I
Der erste Abschnitt ist durch eine überproportionale Steigung der Ertragsfunktion gekennzeichnet. Grenz- und Durchschnittsertrag steigen ebenfalls, jedoch ist die Phase I durch die Maximalstelle der Grenzertragsfunktion begrenzt. Mathematisch ist dies zu ermitteln, indem man die 2. Ableitung der Ertragsfunktion gleich Null setzt.

### Phase II
Der zweite Abschnitt ist durch eine annähernd proportionale Steigung der Ertragsfunktion gekennzeichnet (verursacht durch annähernd konstante Grenzerträge). Die Grenzertragsfunktion sinkt bereits wieder, während die Durchschnittsertragsfunktion noch steigt. Phase II ist durch die Maximalstelle der Durchschnittsertragsfunktion begrenzt. Mathematisch ist dies zu ermitteln, indem man den Durchschnittsertrag mit dem Grenzertrag gleichsetzt.

### Phase III
Der dritte Abschnitt ist durch eine unterproportionale Steigung der Ertragsfunktion gekennzeichnet. In dieser Phase sinkt sowohl die Grenzertragsfunktion als auch die Durchschnittsertragsfunktion. Begrenzt ist die Phase III durch die Maximalstelle der Ertragsfunktion. An dieser Intervallgrenze schneidet die Grenzertragsfunktion die Abszisse. Mathematisch lässt sich dies ermitteln, indem man die 1. Ableitung der Ertragsfunktion gleich Null setzt.

### Phase IV
Im vierten Abschnitt weisen Ertrags-, Grenz- und Durchschnittsertragsfunktion eine negative Steigung auf.

## Beispiele
In der Landwirtschaft lässt sich das funktional (auch nach dem französischen Ökonom J. Turgot und dessen Turgotschem Ertragsgesetz) am Beispiel der Verwendung von Dünger aufzeigen: Durch den kontinuierlich gesteigerten Gebrauch von Düngemitteln (bei sonst gleich bleibenden Ressourcen/Bedingungen (ceteris paribus), also z. B. gleichbleibender Fläche) wächst der Ertrag zunächst stetig an. Der Ertragszuwachs je zusätzlich ausgebrachter Düngemittelmenge nimmt ab einer bestimmten Ausbringungsmenge ab. Dies führt bei weiterer Düngerausbringung schließlich sogar zu einer Gesamtertragsminderung und sogar zur Bodenvergiftung: Ein überhöhter Einsatz von Düngemitteln wird den Ertrag unter das Niveau führen, das ohne Düngemittel erreicht worden wäre, und schließlich jeden Ertrag vernichten. Ähnliche Beobachtungen können auch bei den Faktoren Wärme und Wasser gemacht werden.
Diese Beobachtungen gehen auch auf Eilhard Alfred Mitscherlich zurück, der Das Gesetz vom Minimum und das Gesetz des abnehmenden Bodenertrages mit entsprechenden Verlaufsdiagrammen im Jahre 1909 publizierte.
Am Beispiel der industriellen Produktion oder in der Verwaltung lässt sich das Ertragsgesetz auf den gesteigerten Einsatz von Personal bei sonst gleich bleibenden Rahmenbedingungen ebenfalls beobachten: Je größer die Anzahl von Mitarbeitern ist, desto größer ist der Kommunikations- und Abstimmungsbedarf und desto kleiner ist der pro Person verfügbare Arbeitsplatz (mehrere Mitarbeiter müssen sich Maschinen bzw. Schreibtische, Computer etc. teilen). Es können Situationen erreicht werden, wo sich Mitarbeiter gegenseitig nur noch im Weg stehen oder sich demotivieren. Mehr bewegt wird allein durch die Personalvermehrung also nicht. Ein Staat, der seine Wirtschaft zentralistisch steuert und Arbeitnehmer den Produktionsanlagen zuteilt, ohne diese anzupassen, um so das Problem der Arbeitslosigkeit zu vermeiden, kann seine Produktivität auf diese Art kaum steigern.
Das klassische Ertragsgesetz ist nicht notwendig für die Begründung eines (kurzfristigen) ertragsgesetzlichen Kostenverlaufs, der zu u-förmigen Durchschnittskostenverläufen führt. Diese können auch bei durchgängig abnehmenden Ertragszuwächsen als Folge des Zusammenspiels von steigenden Grenz- und sinkenden durchschnittlichen Fixkosten auftreten.

## Weiterentwicklung
Das klassische Ertragsgesetz gilt als älteste Produktionsfunktion und wird – bei der Kategorisierung als Produktionsfunktion – mit dem Buchstaben A versehen. Als sein Begründer gilt Anne Robert Jacques Turgot (1766). Johann Heinrich von Thünen konnte 1842 das Ertragsgesetz statistisch in der Agrarproduktion nachweisen.
Der Betriebswirt Erich Gutenberg ging 1951 noch davon aus, dass das für die Agrarproduktion aufgestellte Ertragsgesetz auch im Industriebetrieb gilt. In der 2. Auflage seines grundlegenden Buchs aus 1955 verwarf er die Gültigkeit des Ertragsgesetzes, es galten nunmehr limitationale Produktionsfunktionen, die er mit dem Buchstaben B versah. Es folgten die Produktionsfunktion vom Typ C, Produktionsfunktion vom Typ D, Produktionsfunktion vom Typ E und die Produktionsfunktion vom Typ F; die Pichler-Produktionsfunktion erhielt keinen Buchstaben.